# Задорожжя (Псковський район)
Задорожжя (рос. Задорожье) — присілок в Псковському районі Псковської області Російської Федерації.
Населення становить 79 осіб. Входить до складу муніципального утворення Логозовська волость.

## Історія
Від 2015 року входить до складу муніципального утворення Логозовська волость.

## Населення
| 2001 | 2002 | 2010 | 2012 |
| ---- | ---- | ---- | ---- |
| 77   | ↗94  | ↘72  | ↗79  |